# Rikugun Ki-93
Rikugun Ki-93 — проєкт винищувача-перехоплювача і штурмовика Імперської армії Японії періоду Другої світової війни.

## Історія створення
Літак Ki-93, єдина розробка Армійського авіаційного дослідного інституту «Rikugun Kokugijutsu Kenkyujo» (Giken) став останнім важким винищувачем, збудованим в Японії під час Другої світової війни. Головною ціллю літака мали бути висотні бомбардувальники, а також надводні кораблі.
Основою проєкту була гармата великого калібру, розміщена у підфюзеляжній гондолі. Літак був оснащений двома двигунами Mitsubishi Ha-214 потужністю 1 970 к.с. кожен. У варіанті перехоплювача (Ki-93-Ia) літак оснащувався однією 57-мм гарматою «Ho-402» та двома 20-мм гарматами «Ho-5», розташованими в крилі. У варіанті протикорабельного штурмовика (Ki-93-Ib) на літак мала встановлюватись 75-мм гармата «Но-501» та дві 250-кг бомби. Захисне озброєння складалось з одного 12,7-мм кулемета «Тип 1». Кабіна літака та мотогондоли були броньовані, паливні баки були протектовані, захищені 8-мм бронею, а також мали систему пожежогасіння.
Перший прототип (перехопювач) виготовлено в березні 1945 року. У квітні 1945 року в Татікаві відбувся випробувальний політ. Озброєння на літак не встановлювалось. Політ показав, що літак має хорошу керованість, непогані льотні характеристики. Але при посадці на в'язкий ґрунт через високу посадкову швидкість зламалася ліва стійка шасі, пошкодилося ліве крило, двигун та гвинт. Літак повернули на завод для ремонту. Через місяць, коли літак був готовий до випробувань, американська авіація завдала удару по Татікаві, внаслідок чого літак був знищений.
Другий прототип (штурмовик) був евакуйований на аеродром в провінції Сайтама, де планувалось завершити складання літака. Там він і був захоплений американцями.

## Тактико-технічні характеристики

### Технічні характеристики[1]
- Екіпаж: 2 чоловік
- Довжина: 14,21 м
- Висота: 4,85 м
- Розмах крил: 19,00 м
- Площа крил: 54,75 м ²
- Маса пустого: 7 686 кг
- Маса спорядженого: 10 660 кг
- Навантаження на крило: 194.7 кг/м²
- Двигуни:  2 х   Mitsubishi Ha-214
- Потужність: 2 х 1 970 к. с.
- Питома потужність: 2.2 к.с./кг

### Льотні характеристики
- Максимальна швидкість: 624 км/г
- Крейсерська швидкість: 350 км/г
- Дальність польоту: 3 000 км
- Практична стеля: 12 050 м
- Швидкість підйому: на 6 000 м. за 9 хв. 3 с.

### Озброєння
- Ki-98-Ia (перехоплювач)
  - 1 x 57-мм гармата «Ho-402»
  - 2 x 20-мм гармати «Ho-5»
- Ki-98-Ib (штурмовик)
  - 1 x 75-мм гармата «Но-501»
  - 2 x 250 кг бомби
- Захисне
  - 1 x 12,7-мм кулемет «Ho-103»